# Lascano
Lascano è una città dell'Uruguay, situata nel Dipartimento di Rocha.